# Brunsburg (Godelheim)

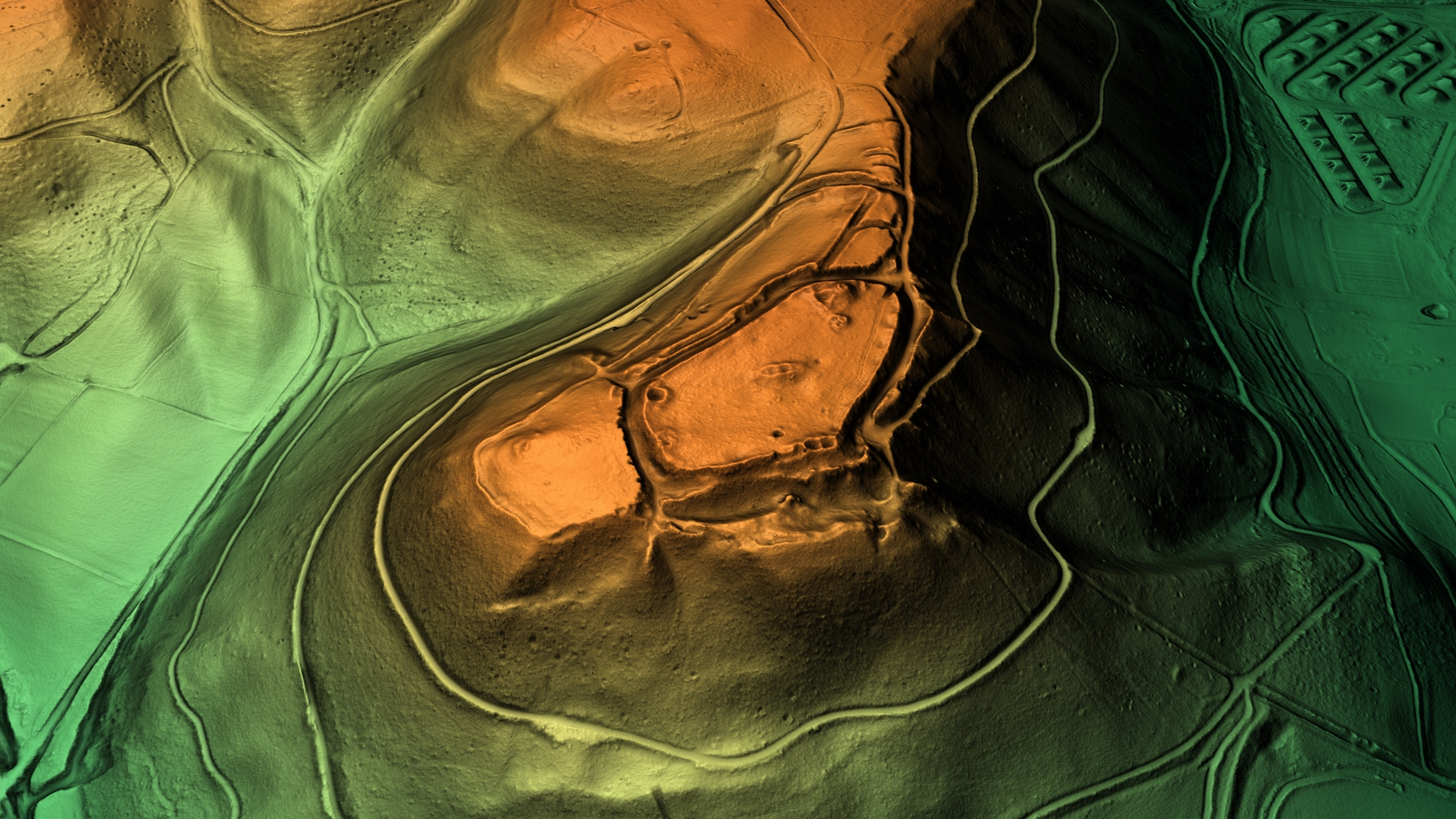
3D-Ansicht des digitalen Geländemodells

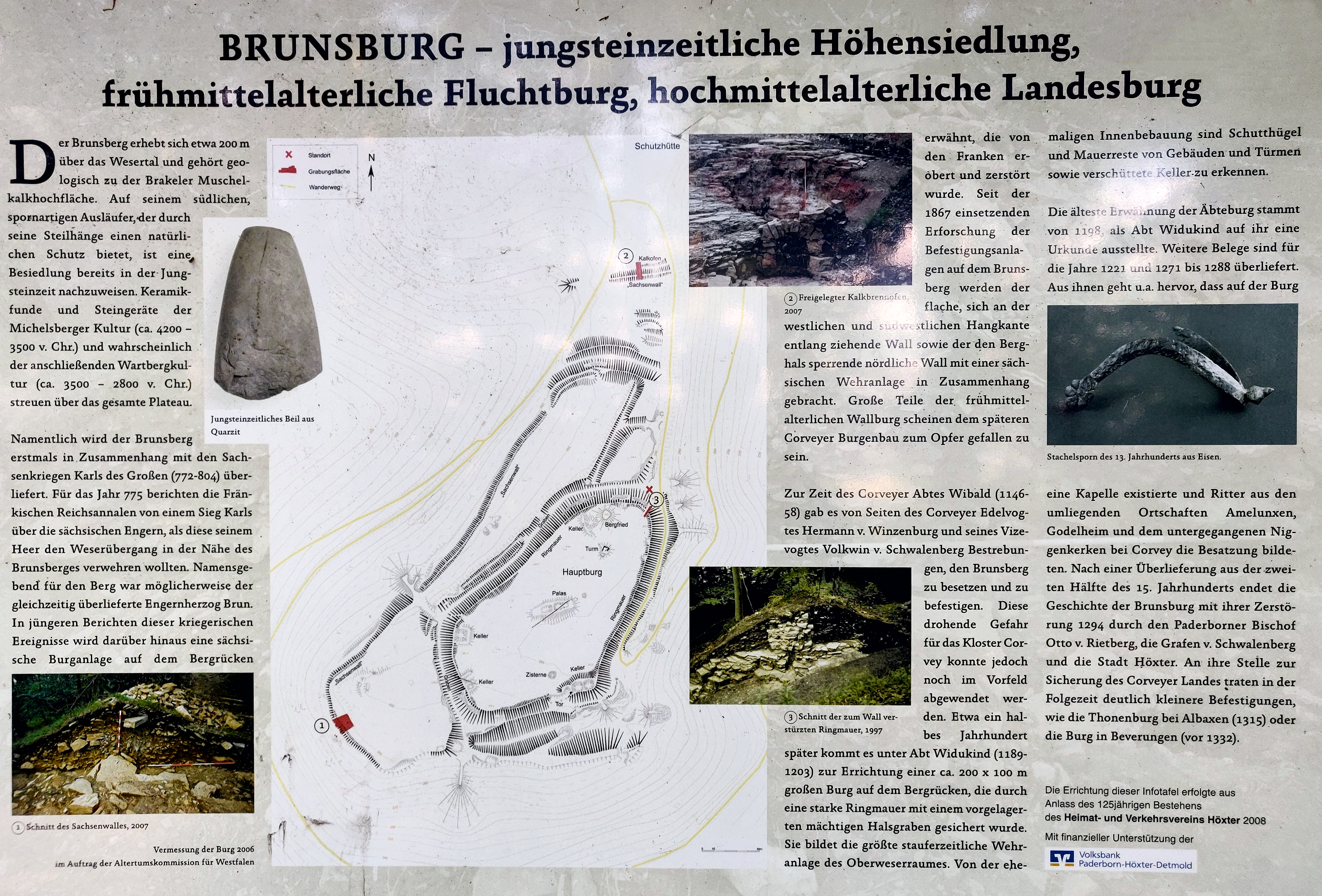
Schautafel an der Brunsburg mit Angaben zur Vor- und Frühgeschichte

Die Brunsburg bei Höxter-Godelheim war eine bedeutende früh- und hochmittelalterliche Burganlage, welche auf einem von Westen in das Wesertal vorspringenden Berg, dem Brunsberg, errichtet wurde.

## Geschichte

### Frühmittelalterliche Wallburg
Die fränkischen Reichsannalen berichten, dass Karl der Große 775 zum Brunsberg an der Weser zog, dort die Sachsen besiegte und den Weserübergang erzwang. Eine Befestigung auf dem Berg wird dabei allerdings nicht erwähnt. Dennoch geht die Forschung davon aus, dass zu dieser Zeit dort eine sächsische Wallburg bestanden hat. Es gibt keinen Hinweis für eine Weiterverwendung einer solchen Befestigung durch die Franken. Die Lesefunde an frühmittelalterlicher Keramik aus dem Burgareal können keinen speziellen Baustrukturen sicher zugewiesen werden. Es wird deshalb nur angenommen, dass der nur schwach ausgebildete Stein-Erde-Wall an der südwestlichen und westlichen Hangkante aus der Karolingerzeit stammt. Die nördlichste Wall-Graben-Anlage, die das Plateau vom Berg abschneidet, wird ebenfalls in diese Zeit datiert.

### Hochmittelalterliche Abtsburg
Die erste nachgewiesene Burg auf dem Brunsberg wurde durch Abt Widukind von Corvey (1189–1203) zum Schutze des Klosters errichtet. Da er 1198 dort eine Urkunde ausstellte, dürfte sie damals fast oder ganz fertig gestellt gewesen sein. Die Burg diente fortan den Äbten als Nebenresidenz, der Abt Heinrich von Homburg hielt sich mehrfach auf der Burg auf. Nach einer Überlieferung aus dem 15. Jahrhundert ist die Burg 1294 von dem Paderborner Bischof und dem Grafen von Schwalenberg zerstört worden. Diese Überlieferung könnte korrekt sein, da unter Berücksichtigung der historischen Zusammenhänge ein Zeitraum zwischen 1288 und 1303 für ihre Aufgabe anzunehmen ist. Für ein Ende in dieser Zeit spricht auch, dass bei Ausgrabungen ein aus dem 14. Jahrhundert stammender Kalkbrennofen aufgedeckt worden ist, mit dem das Baumaterial aus Kalkstein zu Mörtel gebrannt wurde. Weitere Zerstörungen fanden zu Beginn des 19. Jahrhunderts statt, als Steinmaterial für den Chausseebau verwendet wurde.

## Beschreibung
Der sächsischen Burg werden Befestigungen am West- und Südwestrand und im Norden des Bergsporns zugewiesen. Daraus ergibt sich für sie ein Areal von ca. 6,6 ha. Diese Wälle zeigten bei Ausgrabungen eine Basisbreite von ca. 6 m bei einer erhaltenen Höhe von 1,40 m. Die Wallschüttung bestand aus dem mit Kalksteinen vermischten, örtlichen Boden ohne Verstärkung der Wallfront.
Die 1,9 ha große, hochmittelalterliche Abtsburg ist auf drei Seiten durch einen 16–24 m breiten, tief in den Fels getriebenen Graben gesichert, der im Süden in eine natürliche Spalte übergeht. Zusätzlich war sie durch eine 1,40 m starke Ringmauer aus vermörtelten Kalksteinen umgeben. Mehrere weitere Befestigungsstrukturen wie ein vorburgartiges Gelände im Norden, drei kurze Abschnittswälle auf dem Berghals und ein sogenanntes „Castell“ im Süden entziehen sich bisher einer Datierung und Zuordnung. Eine Toranlage befand sich wahrscheinlich im Südosten. Von der Innenbebauung sind nur Schutthügel und Vertiefungen erhalten, u. a. drei Brunnen oder Zisternen und ein 48 × 23 m großer Palas. Im Bereich der nördlichen Ringmauer liegt unter einem Schuttkegel der Bergfried mit einem angrenzenden Gebäude. Zudem ist ein quadratischer Turm von 6,60 m Seitenlänge nachgewiesen.

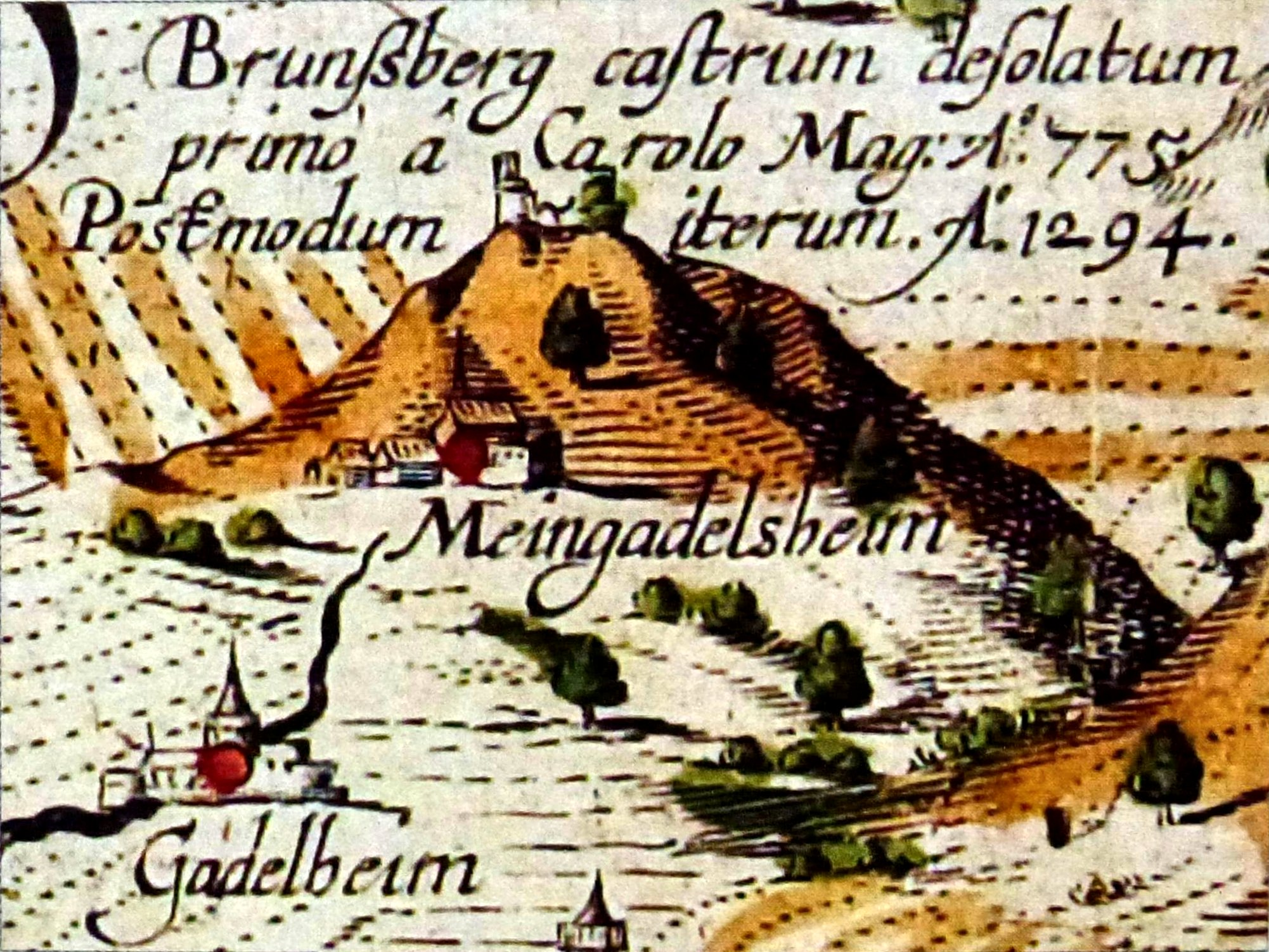
Brunsberg castrum mit Godelheim und Maygadessen aus der Karte der Fürstabtei Corvey um 1620
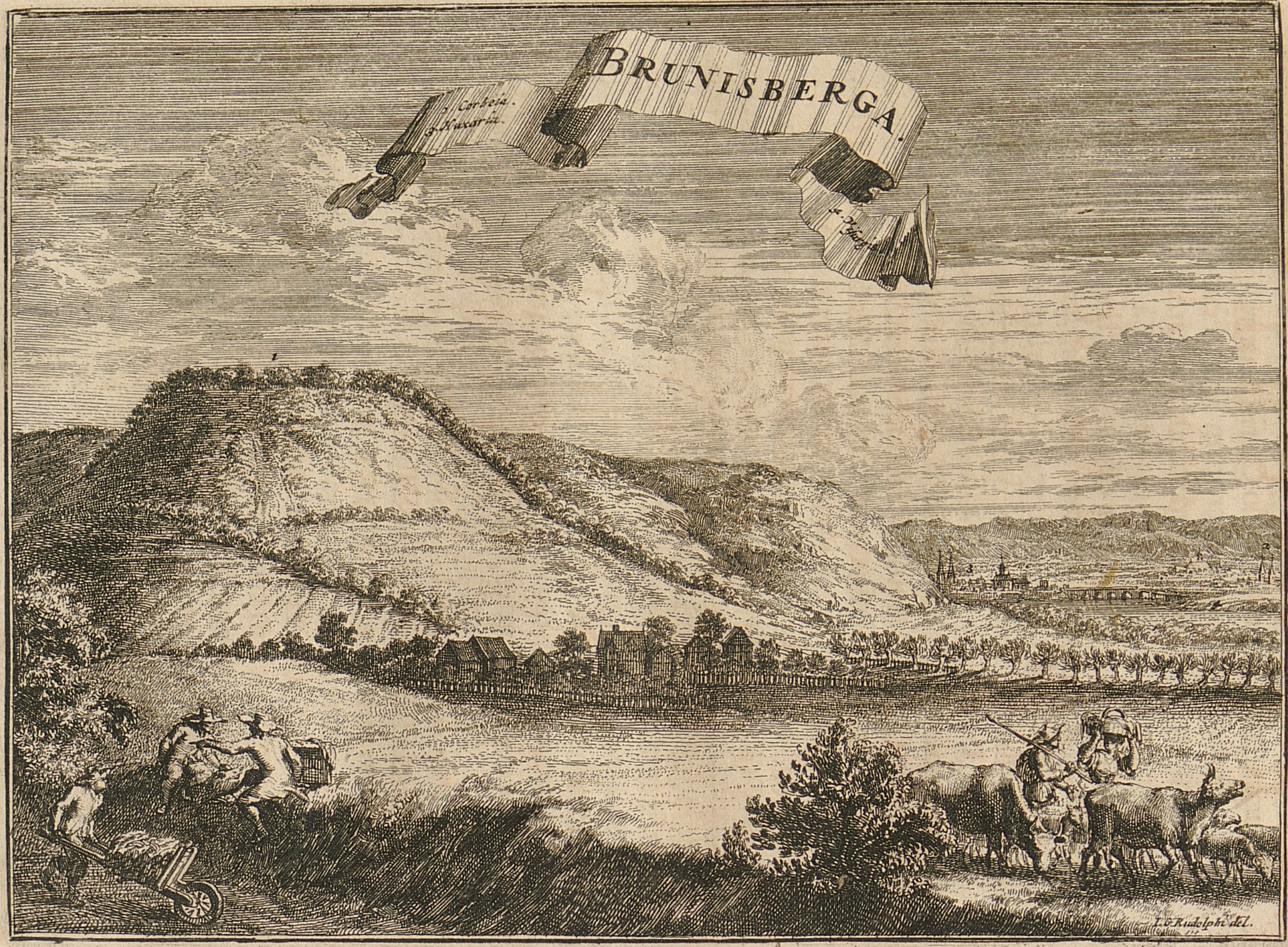
Standort der Brunsburg auf dem Brunsberg, Stich von 1672
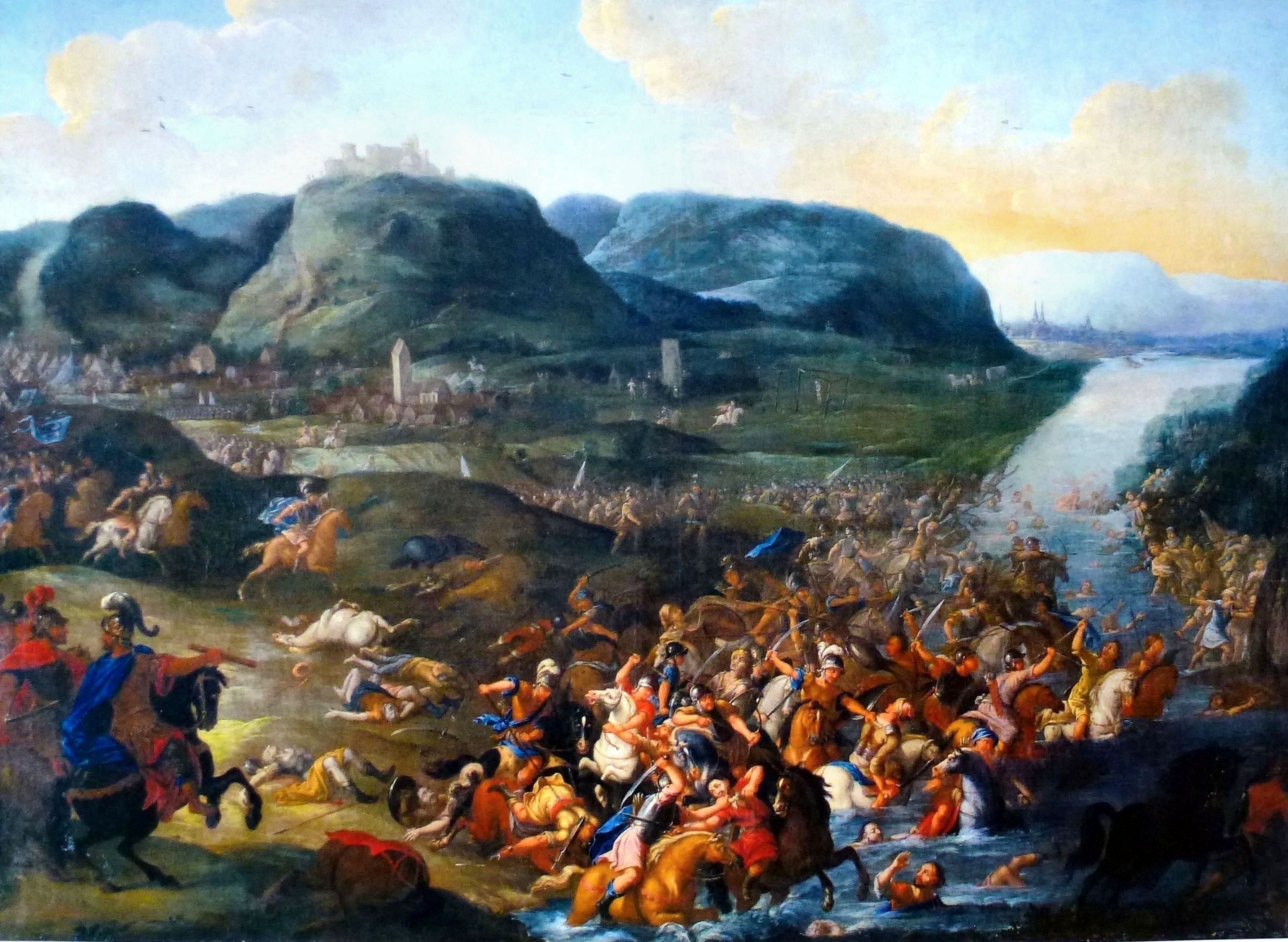
Die Schlacht am Brunsberg im Jahr 775 (Ölbild von 1704)
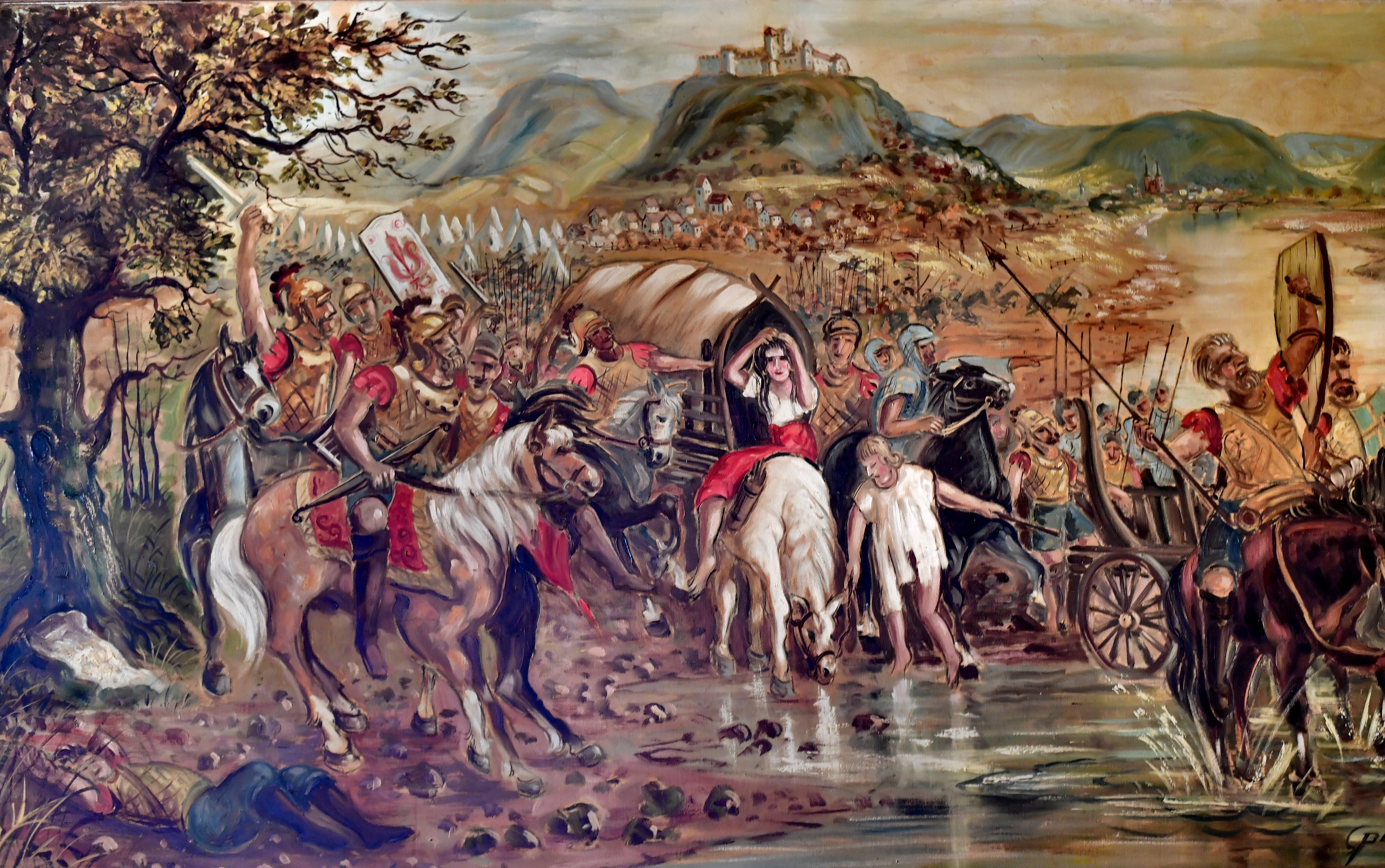
Schlacht am Brunsberg bei Godelheim im Jahr 775 (Ölbild von 1935)

## Sonstiges
Die Brunsburg wird durch regionale Wanderwege erschlossen. Wegen der günstigen Thermik bietet der Berg gute Voraussetzungen zum Gleitschirmfliegen, wozu etwa 200 Meter nördlich der Burg eine geeignete Startrampe vorhanden ist.